# Берёзкино (Пензенская область)
Берёзкино — посёлок в Белинском районе Пензенской области России. Входит в состав Балкашинского сельсовета.

## География
Расположено в 1 км к востоку от села Балкашино, на р. Няньга.

## Население
| 2010 |
| ---- |
| 14   |

## История
Основан в конце 19 века. Входил в состав Балкашинской волости Чембарского уезда. После революции в составе Рыковского, Среднереченского, после 1950-х Балкашинского сельсоветов. Бригада колхоза имени Ленина.